# Барми (Рязань)

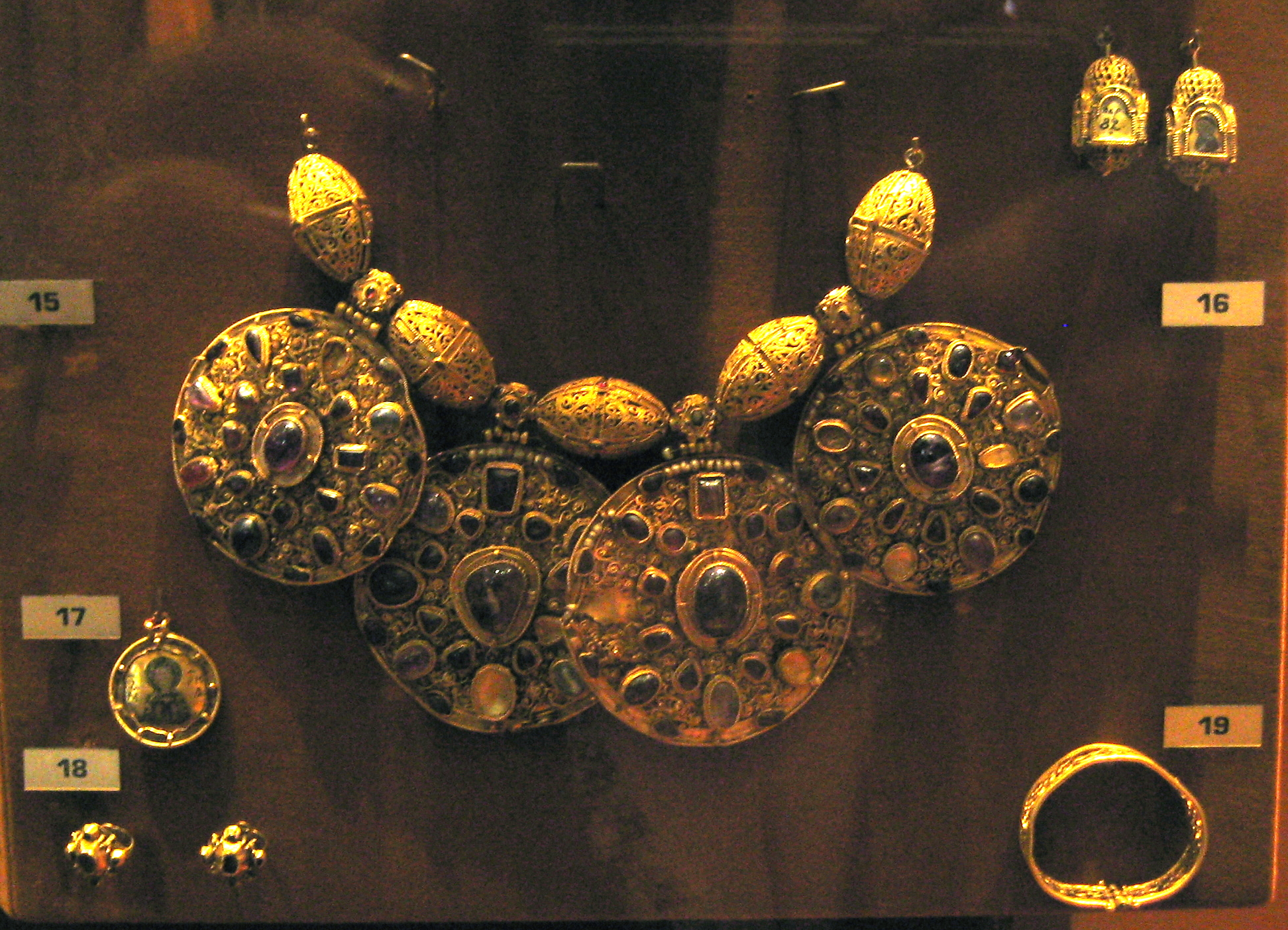
Барми зі Старої Рязані.

Барми Старої Рязані — намиста, дорогоцінні наплічні прикраси XII століття, зразок ювелірної справи київських майстрів, знаки влади великих князів або жіночі прикраси, віднайдені селянами під час рільничих робіт у валу городища Старої Рязані.
1237 року місто Рязань було повністю знищене Батиєм, й відтоді ці прикраси майже 600 років пролежали під землею. Ймовірно, що прикраси були заховані до кліті валу перед загрозою монгольського нападу. 1822 року барми були віднайдені селянами в складі так званого Рязанського скарбу й передані на зберігання до Арсеналу в Москві. 
Намисто є емальованими із коштовним камінням золотими медальйонами оздобленими сканню, карбуванням, зерню. На медальйонах є зображення: Розп'яття із Богоматір'ю та Іваном Хрестителем, Богоматері, великомучениці Ірини (руський підпис: Оріна) і Варвари, Святих у княжій одежі (Борис і Гліб?) тощо. Частина медальйонів має грецькі інскрипції, міродайно що ці деталі мають візантійське походження. Одна з пануючих версій приписує виготовлення барм місцевим рязанським майстрам.. 